# Dolaincourt
Dolaincourt é uma comuna francesa na região administrativa de Grande Leste, no departamento de Vosges. Estende-se por uma área de 2,6 km². Em 2010 a comuna tinha 100 habitantes (densidade: 38,5 hab./km²).